# (25637) 2000 AL63
2000 أي أل 63 (ويعرف أيضًا باسم (25637) 2000 أي أل 63 وفق تسمية الكوكب الصغير) (بالإنجليزية: 2000 AL63)‏ هو كويكب ضمن حزام الكويكبات؛ وترتيبه 25637 من حيث الاكتشاف.
اكتُشف هذا الجُرم الفلكي بواسطة بحث لنكولن عن الكويكبات القريبة من الأرض في 4 يناير 2000.

## وصلات خارجية
- (25637) 2000 AL63 في قاعدة بيانات مختبر الدفع النفاث لأجرام النظام الشمسي الصغيرة

- الاكتشاف · مخطط المدار ·  العناصر المدارية · المعلمات المادية

- (25637) 2000 AL63 على موقع ويكي سكاي: DSS2, SDSS, GALEX, IRAS, Hydrogen α, X-Ray, Astrophoto, Sky Map, Articles and images